# Switch (Better Call Saul)
«Switch» es el primer episodio de la segunda temporada de la serie de televisión estadounidense de AMC Better Call Saul, la serie derivada de Breaking Bad. El episodio se emitió el 15 de febrero de 2016 en AMC en Estados Unidos. Fue escrito y dirigido por Thomas Schnauz. Fuera de Estados Unidos, se estrenó en el servicio de streaming Netflix en varios países.

## Trama

### Introducción
En una prolepsis que sigue los acontecimientos de Breaking Bad, «Gene» administra una tienda Cinnabon en Omaha (Nebraska). Cuando cierra por la noche, se encierra accidentalmente en la habitación del basurero del centro comercial. Él contempla usar una salida de emergencia, pero no lo hace porque notificaría a la policía, que podría reconocerlo. Finalmente, un conserje lo deja salir casi tres horas después, pero grabó «SG WAS HERE» (en español, «SG ESTUVO AQUÍ») en la pared con un tornillo mientras esperaba.

### Historia principal
Jimmy rechaza la oferta de empleo de Davis & Main en Santa Fe, cierra su práctica legal y se va de vacaciones con un nombre falso en un hotel de lujo. Kim lo confronta por su decisión, pero él está contento ya que su razón para convertirse en abogado fue impresionar a Chuck, quien no lo apoya. Jimmy convence a Kim para que lo ayude a engañar a un hombre de negocios desagradable, Ken, para que pague su costosa cuenta de tequila haciéndose pasar por un par de inversores sin experiencia. Emocionada por la experiencia, Kim guarda el tapón de la botella de tequila como recuerdo, y pasa la noche con Jimmy, pero queda claro que no quiere participar en ese comportamiento todo el tiempo. Jimmy toma el trabajo con Davis & Main, y descubre que los beneficios incluyen un automóvil caro de la compañía, así como el escritorio de cocobolo que siempre quiso. Jimmy nota un interruptor de pared en su nueva oficina que tiene una nota pegada indicando que el interruptor nunca debe apagarse. Lo apaga y espera un momento para ver qué pasa. Cuando no hace nada, lo vuelve a encender.
Mike rechaza otro trabajo con Daniel Wormald («Pryce»), quien ha gastado parte de su dinero de las drogas en un nuevo Hummer llamativo y costoso que Mike cree que atraerá demasiada atención. Pryce cree que ya no necesita a Mike como guardaespaldas y lo despide, ignorando las advertencias de Mike de que no es prudente tratar solo con Nacho. Nacho aprovecha la ausencia de Mike y obtiene la dirección y el nombre real de Pryce de los papeles en la guantera del Hummer. La casa de Pryce es saqueada y llama a la policía, molesto porque le robaron su valiosa colección de tarjetas de béisbol. Los oficiales que respondieron sospechan de la naturaleza del robo, ya que ciertos artículos valiosos como la computadora y la televisión de Pryce no se tocaron. También sospechan de su Hummer. Cuando buscan dentro de su casa, los oficiales encuentran un compartimiento oculto en la pared detrás del sofá de Pryce, aparentemente ubicado y vaciado por el ladrón.

## Producción
Este episodio fue escrito y dirigido por el productor ejecutivo Thomas Schnauz, quien también escribió los episodios «Nacho» y «Pimento» de la temporada anterior. Al igual que «Pimento», «Switch» también fue dirigido por Schnauz. A pesar de ser acreditado, Michael McKean como Chuck McGill no aparece. Kyle Bornheimer, quien interpreta a Ken, vuelve a interpretar su papel de invitado como en el episodio «Cancer Man» de la primera temporada de Breaking Bad.

## Recepción

### Audiencias
Al emitirse, el episodio recibió 2,57 millones de espectadores en Estados Unidos, y una audiencia de 1,1 millones entre adultos de 18 a 49 años.
Incluyendo la audiencia Live +3, el episodio fue visto por 4,708 millones de espectadores y alcanzó una audiencia de 2,1 millones entre adultos de 18 a 49 años.

### Recepción crítica
El episodio recibió reseñas positivas de los críticos. En Rotten Tomatoes, el episodio tiene una calificación de aprobación del 94% con un puntaje promedio de 8,1 de 10 basado en 17 reseñas. El consenso crítico del sitio dice: «El episodio «Switch» logra tomarse su tiempo dulce mientras sienta las bases para la transición anticipada de Jimmy a Saul».
Terri Schwartz de IGN le dio al episodio una calificación de 8,5 y concluyó: «El episodio «Switch» marca un sólido retorno para Better Call Saul cuando comenzamos a ver cómo se explora el ‹cómo› de la transición de Jimmy a Saul Goodman». The Telegraph notó que «obviamente era hilarante reanudar las relaciones con Jimmy, Kim y Mike». The A.V. Club le dio al episodio una «B+».